# Eucratoscelus pachypus
Eucratoscelus pachypus is een spinnensoort in de taxonomische indeling van de vogelspinnen (Theraphosidae).
Het dier behoort tot het geslacht Eucratoscelus. De wetenschappelijke naam van de soort werd voor het eerst geldig gepubliceerd in 1990 door Joachim Schmidt & von Wirth.